# 日本百名山
『日本百名山』（にほんひゃくめいざん）は、文筆家で登山家だった深田久弥が実際に登頂した日本の各地の山のうち、自ら定めた基準で名峰100座を選び主題とした山岳随筆集および、そこで紹介された山々である。
雑誌『山と高原』に1959年（昭和34年）から4年連載した随筆などを基に書籍化し、初版は1964年（昭和39年）7月に新潮社で刊行された。翌年、第16回読売文学賞（評論・伝記賞）を受賞した。

## 概要
計100座の日本の名峰が各4頁（2000字）程度に巧みにまとめられた随筆である。山の地誌、歴史、文化史、文学史、山容に関する研究書であり、山格を論じたものであり、登頂にいたる過程の随想であって、紀行文集とは異なる。山の選定は、深田の登山経験によるもので、1942年（昭和17年）の『山頂山麓』、1948年（昭和23年）の『わが山山』、1952年（昭和27年）の『をちこちの山』、1959年（昭和29年）の『わが愛する山々』などの山岳紀行がもとになっている。本書における山の記述が、登山解説書や様々なホームページで引用されることがある。
登山紀行として見たときの『日本百名山』は、他の著名な山岳随筆であるウォルター・ウェストン『日本アルプスの登山と探検』や、小島烏水、志賀重昂、田部重治、冠松次郎、串田孫一などの諸作品と比較すると、一座あたりの文章量は少ない。

## 深田久弥の日本百名山の選定基準
日本の多くの山を踏破した本人の経験から、「品格・歴史・個性」を兼ね備え、かつ原則として標高1500 m以上の山という基準を設け、『日本百名山』を選定した。1961年（昭和36年）に上高地で開山祭である「ウェストン祭」の講演で日本百名山の選定基準を披露している。
- 山の品格：人には人格があるように、山には「山格」のようなものがあるとし、誰が見ても立派な山だと感嘆する山であることを、第一の基準とした[5]。
- 山の歴史：昔から人間との関わりが深く、崇拝され山頂に祠が祀られている山であるというような山の歴史を尊重し、第二の基準とした[5]。
- 個性のある山：芸術作品と同様に、山容・現象・伝統など他には無いような顕著な個性をもっていることを、第三の基準とした[5]。

また「本人が登頂した山であること」が、絶対条件となっている。少年の頃から約50年の間に相当数の山に登っていて、多くの山を知っている点に自信を持っていた。
前記の基準に加えて、観光的に開発されつくして「山霊のすみかがなくなっている」ような山は選ぶわけにはいかないと述べ、中学時代を過ごした福井県の荒島岳に触れて、「各県から代表の山を選ぶ」というような考えも持っていたとしている。なお、47すべての都道府県から選んだわけではなく、百名山の存在しない都道府県も、西日本を中心に16府県に及んでいる。及第すれすれの山を選ぶ心情を「愛する教え子を落第させる試験官の辛さに似ていた」と述べている。
「自分の選定の試みは、旅行業界が観光振興のために選んだ「名勝百選」のようなものに比べれば正確だ」と自負する一方、自分の基準が唯一の妥当な選定基準ではないことも認めていた。新潮文庫版の『日本百名山』では、解説を執筆した串田孫一が「読者が自分で百名山を選定する際のたたき台として使えることもこの本の魅力」という意見を述べている。

### 他の候補
北海道では9座が選定され、他にウペペサンケ山、ニペソツ山、石狩岳、ペテガリ岳、芦別岳、駒ヶ岳、樽前山なども有力な候補としていたが、登頂していないことにより除外された。
東北地方では、秋田駒ヶ岳と栗駒山も候補としていて、森吉山、姫神山、船形山は標高が低いことから除外された。
上信越は最も選定に迷った地域で、女峰山、仙ノ倉山、黒姫山、飯縄山、守門岳、荒沢岳、白砂山、鳥甲山、岩菅山なども候補としていた。日本アルプスからは28座が選定されたが、雪倉岳、奥大日岳、針ノ木岳、蓮華岳、燕岳、大天井岳、霞沢岳、有明山、餓鬼岳、毛勝山、大無間山、笊ヶ岳、七面山なども候補としていた。
北陸地方では、笈ヶ岳と大笠山を入れるべきと考えていたが、登頂していなかったため除外された。自身の出身地では、荒島岳と能郷白山から前者を選択した。
関西地方では、藤原岳と比良山が標高が低いため除外され、御在所岳は山頂が遊園地化して世俗化していたため除外された。
中国地方では氷ノ山を次の候補としていて、蒜山や三瓶山などなだらか山が多く物足りなく感じ、鳥取県の大山1座のみの選定に至った。
四国では迷うことなく、石鎚山と剣山を選定した。
九州では由布岳、市房山、桜島も候補となっていた。
深田が百名山の有力な候補として上げた山の多くは、後に深田のファン団体「深田クラブ」が選定した日本二百名山に選定されている。

## 日本百名山の背景

### 山岳雑誌『山小屋』での初期構想
深田は、第二次世界大戦前には日本のめぼしい山にすべて登っており、その中から百名山を選ぶという構想を持っていた。全国88座の山を記した谷文晁の「日本名山図会」を念頭に置いたともいわれる。1940年（昭和15年）3月から、出版社であった朋文堂から山岳雑誌の『山小屋』で日本百名山の初期の構想であった連載を始めた。その初回で「日本百名山を選ぶのは、多年の僕の念願であった」と記載して、400-600字程度の短編に自身が撮影した写真を付けて、毎月2座合計以下の20座の連載が行われた。
- 高千穂峰、乗鞍岳 - 3月号
- 岩菅山、妙高山 - 4月号
- 燧ヶ岳、至仏山 - 5月号
- 五竜岳、蓼科山 - 6月号
- 宝剣岳、高田大岳 - 7月号
- 白山、会津駒ヶ岳 - 8月号
- 薬師岳、太郎山 - 9月号
- 高妻山、霧ヶ峰 - 10月号
- 赤岳、開聞岳 - 11月号
- 湯ノ丸山、岩手山 - 12月号

### 『岳人』選定による日本百名山
1947年（昭和22年）より東京新聞出版局から創刊されている山岳雑誌の『岳人』では奥山章、冠松次郎、辻村太郎ら54名のアンケートにより1年余りかけて選考が行われ、1953年（昭和28年）の3月号（59号）で「岳人選定による日本百名山」がまとめられた。78座が、後に出版された深田久弥による『日本百名山』と一致していた。標高1500 m以上であることをあくまでも原則として、山容のよいこと、景勝地であること、山頂からの展望が優れていることなどが選考条件となり、特に「登山の対象として面白い」が主眼とされていた。
深田久弥による百名山と一致した山
大雪山、十勝岳、阿寒岳、斜里岳、八甲田山、八幡平、岩手山、鳥海山、早池峰山、東北朝日岳、飯豊山、月山、蔵王山、吾妻山、磐梯山、会津駒ヶ岳、魚沼三山、谷川岳、武尊山、日光白根山、男体山、燧ヶ岳、至仏山、平ヶ岳、苗場山、那須岳、赤城山、天城山、丹沢山、両神山、雲取山、甲武信ヶ岳、金峰山、瑞牆山、浅間山、蓼科山、八ヶ岳、妙高山、火打山、富士山、白峰三山、鳳凰三山、甲斐駒ヶ岳、仙丈ヶ岳、塩見岳、悪沢岳、荒川岳、赤石岳、聖岳、木曽駒ヶ岳、空木岳、木曽御嶽山、恵那山、乗鞍岳、焼岳、槍ヶ岳、穂高岳、笠ヶ岳、白馬岳、五竜岳、鹿島槍ヶ岳、常念岳、鷲羽岳、薬師岳、立山本峰、剱岳、黒岳、白山、荒島岳、大峰山、大台ヶ原山、伊吹山、伯耆大山、石鎚山、剣山、九重山、霧島山、阿蘇山
深田久弥による百名山と一致しなかった山
ペテガリ岳、石狩岳、神威岳、仙ノ倉山、白砂山、妙義山、榛名山、国師岳、戸隠山、岩菅山、笊ヶ岳、唐松岳、燕岳、針ノ木岳、烏帽子岳、毛勝岳、奥大日岳、鈴鹿山、氷ノ山、八重山、雲仙岳、傾山

### 雑誌『山と高原』での日本百名山の連載
1959年（昭和34年）3月から、朋文堂の雑誌『山と高原』で毎月2座の日本百名山の連載が始まった。山の地誌・歴史、文化史、文学史、山容、自身の登頂記などを2000字程度に簡潔にまとめ、50回連続して1963年（昭和38年）4月号まで書き継がれた。初回は鳥海山と男体山、最終回は筑波山と富士山だった。山の愛好者から好評を得て、この雑誌の読者による人気投票で第1回読者賞を獲得した。その後、1年余りの推敲が重ねられて、1964年（昭和39年）に新潮社から『日本百名山』の単行本が出版された。各山の文章中に、山周辺の地図と山の白黒写真が挿入された版もある。好評を得て、深田のこの著書が第16回読売文学賞（評論・伝記賞）を受賞した。その贈賞式は1965年（昭和40年）2月6日に、読売会館で行われた。

## 日本百名山のその後

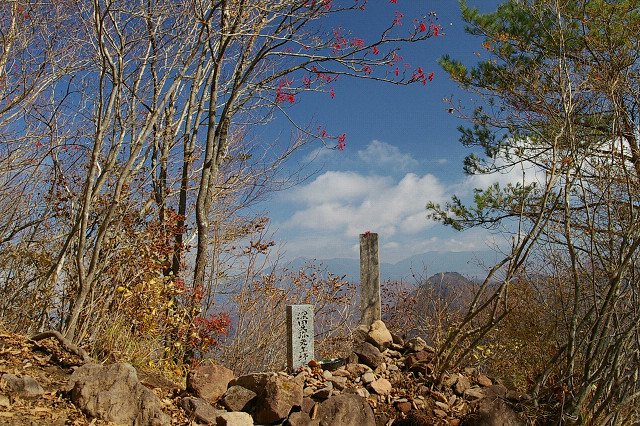
深田久弥終焉の地の茅ヶ岳。1971年3月21日に山上で、脳卒中で急逝。

深田はこの本の出版後も相変わらず山に登り続けて、ぜひ百名山に入れたいと思ういくつかの山を知った。それらは標高としては第2線級ではあるが、その山容の美しさや品格のある点では3000 m峰にも劣らなかったと記している。1971年（昭和46年）に出版された山岳紀行エッセイ集『山頂の憩い－「日本百名山」その後』では、20座程が紹介された。ニペソツ山については、「日本百名山を出版した時、この山をまだ見ておらず、ニペソツには申し訳なかったが百名山には入れなかった。実に立派な山であることを登ってみて初めて知った。」と記載している。多くの人の意見を聞いて若干の山の差替えをするつもりのようであったが、結局1964年の出版後に百座の入替えが行われることはなかった。『山頂の憩い－「日本百名山」その後』が遺作となり、1971年3月21日登山中の山梨県の茅ヶ岳にて、脳卒中で急逝した。
なお、本書に続いて深田は、1970年（昭和45年）に山岳雑誌『岳人』の1月号（第271号）から『世界百名山』の連載を始めた。41座まで書かれたところで急逝し未完成となったが、『世界百名山―絶筆41座』が新潮社より出版された。 登山史の深い検証や幅広い文献収集を土台としており、日本百名山以上の名著とする評価もある。
1982年（昭和57年）から、茅ヶ岳山麓の山梨県韮崎市で深田の遺徳を偲ぶ碑前祭である「深田祭」と記念登山のイベントが毎年実施されている。
2002年（平成14年）12月に、石川県加賀市大聖寺に「深田久弥 山の文化館」がオープンした。
2007年（平成19年）には屋久島のガイド・島津康一郎が日本百名山を48日間（6月14日～7月31日）で連続踏破し、平田和文が2002年に達成していた最短記録（66日間）を更新した。2014年には山岳ガイドの藤川健がさらに記録を短縮し、33日間（9月1日～10月3日）という日本百名山登頂の最短記録を達成した。
個人の日本百名山の登頂記の書籍が多数出版されている。

## 日本百名山ブーム
本書は紀行文集でも案内書でも、まして登山入門書でもないのだが、この本を通じて、今まで知らなかった日本の山々の魅力を知り、自分もこれらの山に登ってみようという人たちが、登るべき100の山の指標だという勘違いから「日本百名山ブーム」が起き、21世紀も継続している。百座のうち自分がいくつ登ったか増えていくのを楽しみにしている読者もいる。ただし、深田久弥自身は戦前以来の経験豊富な仲間との奥深い「避衆」登山を好み、一方で第2次RCCの奥山章などの若い世代のパイオニア的な登山も背後から奨励していただけに、そのような登山初心者の風潮にいささか困惑していた。
一方、自分で山岳の探究をせずに「日本百名山」だけに人々が群がり、シーズン中の百名山周辺の山小屋が旅行会社のツアー客も交えて混雑し、登山道が荒廃するような山登りのありかたを批判する意見もある。もとより深田久弥の「罪」とされているわけではないが、国内外で1500座以上の山岳を登頂した山歴を持つ今西錦司は、百名山は深田がいわば酔狂と身びいきで選定したもので、基準も関東中心で絶対的ではないとした。そして、筑波山のように東京から見える山ではなく、標高も1500メートルにも満たない低山ではあるが、生態系の多様性や歴史・伝承に満ちた集落を有し、「日本百名山」に匹敵する立派な山が京都北山の奥深くにあるのを知っている。しかし、「深田百名山」のように荒らされると困るので、どこの山なのかは絶対に書かないと、京都学派らしく皮肉っぽく述べている。

## 選定された百山の一覧

### 著書順の山の一覧
深田久弥の『日本百名山』に記述されている百座を、その順に以下のリストに示す。国立公園内にある山、各都道府県の最高峰、火山などが多数含まれている。3000 mを越える山が13座含まれている。高い山が少ない西日本の山の選定数は少なく、選定されていない都道府県が多数ある。
各項目の▲記号をクリックすることにより、ソートすることが可能である。
| 番号 | 山名       | よみ               | 標高(m) | 山系         | 都道府県             | 備考                                                      | 山容 |
| ---- | ---------- | ------------------ | ------- | ------------ | -------------------- | --------------------------------------------------------- | ---- |
| 1    | 利尻岳     | りしりだけ         | 1721    | 利尻島       | 北海道               | 利尻礼文サロベツ国立公園                                  |      |
| 2    | 羅臼岳     | らうすだけ         | 1660    | 知床半島     | 北海道               | 知床 (世界遺産) 知床国立公園                              |      |
| 3    | 斜里岳     | しゃりだけ         | 1547    | 知床半島     | 北海道               | 斜里岳道立自然公園                                        |      |
| 4    | 阿寒岳     | あかんだけ         | 1499    | 独立峰       | 北海道               | 阿寒摩周国立公園                                          |      |
| 5    | 大雪山     | たいせつざん       | 2291    | 大雪山系     | 北海道               | 大雪山国立公園 北海道の最高峰                             |      |
| 6    | トムラウシ | とむらうし         | 2141    | 大雪山系     | 北海道               | 大雪山国立公園                                            |      |
| 7    | 十勝岳     | とかちだけ         | 2077    | 大雪山系     | 北海道               | 大雪山国立公園                                            |      |
| 8    | 幌尻岳     | ぽろしりだけ       | 2052    | 日高山脈     | 北海道               | 日高山脈襟裳十勝国立公園                                  |      |
| 9    | 後方羊蹄山 | しりべしやま       | 1898    | 独立峰       | 北海道               | 支笏洞爺国立公園 蝦夷富士                                 |      |
| 10   | 岩木山     | いわきさん         | 1625    | 独立峰       | 青森県               | 津軽国定公園 津軽富士 青森県の最高峰                      |      |
| 11   | 八甲田山   | はっこうださん     | 1584    | 奥羽山脈     | 青森県               | 十和田八幡平国立公園                                      |      |
| 12   | 八幡平     | はちまんたい       | 1614    | 奥羽山脈     | 岩手県 秋田県        | 十和田八幡平国立公園                                      |      |
| 13   | 岩手山     | いわてさん         | 2038    | 奥羽山脈     | 岩手県               | 十和田八幡平国立公園 岩手県の最高峰                       |      |
| 14   | 早池峰     | はやちね           | 1917    | 北上山地     | 岩手県               | 早池峰国定公園                                            |      |
| 15   | 鳥海山     | ちょうかいさん     | 2236    | 出羽山地     | 秋田県 山形県        | 鳥海国定公園 山形県の最高峰                               |      |
| 16   | 月山       | がっさん           | 1984    | 出羽山地     | 山形県               | 磐梯朝日国立公園                                          |      |
| 17   | 朝日岳     | あさひだけ         | 1870    | 朝日山地     | 山形県 新潟県        | 磐梯朝日国立公園                                          |      |
| 18   | 蔵王山     | ざおうさん         | 1841    | 奥羽山脈     | 宮城県 山形県        | 蔵王国定公園 宮城県の最高峰                               |      |
| 19   | 飯豊山     | いいでさん         | 2128    | 飯豊山地     | 山形県 福島県 新潟県 | 磐梯朝日国立公園                                          |      |
| 20   | 吾妻山     | あづまさん         | 2035    | 奥羽山脈     | 山形県 福島県        | 磐梯朝日国立公園                                          |      |
| 21   | 安達太良山 | あだたらやま       | 1709    | 奥羽山脈     | 福島県               | 磐梯朝日国立公園                                          |      |
| 22   | 磐梯山     | ばんだいさん       | 1816    | 奥羽山脈     | 福島県               | 磐梯朝日国立公園                                          |      |
| 23   | 会津駒ヶ岳 | あいづこまがだけ   | 2133    | 越後山脈     | 福島県               | 尾瀬国立公園                                              |      |
| 24   | 那須岳     | なすだけ           | 1917    | 那須連山     | 福島県 栃木県        | 日光国立公園                                              |      |
| 25   | 魚沼駒ヶ岳 | うおぬまこまがたけ | 2003    | 越後山脈     | 新潟県               | 越後三山只見国定公園                                      |      |
| 26   | 平ヶ岳     | ひらがたけ         | 2141    | 三国山脈     | 新潟県 群馬県        | 越後三山只見国定公園                                      |      |
| 27   | 巻機山     | まきはたやま       | 1967    | 三国山脈     | 新潟県 群馬県        | 魚沼連峰県立自然公園                                      |      |
| 28   | 燧岳       | ひうちだけ         | 2356    | 越後山脈     | 福島県               | 尾瀬国立公園 福島県の最高峰                               |      |
| 29   | 至仏山     | しぶつさん         | 2228    | 越後山脈     | 群馬県               | 尾瀬国立公園                                              |      |
| 30   | 谷川岳     | たにがわだけ       | 1977    | 三国山脈     | 新潟県 群馬県        | 上信越高原国立公園                                        |      |
| 31   | 雨飾山     | あまかざりやま     | 1963    | 頸城山塊     | 新潟県 長野県        | 妙高戸隠連山国立公園                                      |      |
| 32   | 苗場山     | なえばさん         | 2145    | 三国山脈     | 新潟県 長野県        | 上信越高原国立公園                                        |      |
| 33   | 妙高山     | みょうこうさん     | 2454    | 頸城山塊     | 新潟県               | 妙高戸隠連山国立公園                                      |      |
| 34   | 火打山     | ひうちやま         | 2462    | 頸城山塊     | 新潟県               | 妙高戸隠連山国立公園                                      |      |
| 35   | 高妻山     | たかつまやま       | 2353    | 戸隠連峰     | 新潟県 長野県        | 妙高戸隠連山国立公園                                      |      |
| 36   | 男体山     | なんたいさん       | 2486    | 日光連山     | 栃木県               | 日光国立公園                                              |      |
| 37   | 奥白根山   | おくしらねさん     | 2578    | 日光連山     | 栃木県 群馬県        | 日光国立公園 栃木県の最高峰 群馬県の最高峰                |      |
| 38   | 皇海山     | すかいさん         | 2144    | 足尾山地     | 栃木県 群馬県        | 日光国立公園                                              |      |
| 39   | 武尊山     | ほたかやま         | 2158    | 越後山脈     | 群馬県               |                                                           |      |
| 40   | 赤城山     | あかぎやま         | 1828    | 独立峰       | 群馬県               | 県立赤城公園                                              |      |
| 41   | 草津白根山 | くさつしらねさん   | 2171    | 独立峰       | 群馬県               | 上信越高原国立公園                                        |      |
| 42   | 四阿山     | あずまやさん       | 2354    | 菅平高原     | 群馬県 長野県        | 上信越高原国立公園                                        |      |
| 43   | 浅間山     | あさまやま         | 2568    | 浅間山系     | 群馬県 長野県        | 上信越高原国立公園                                        |      |
| 44   | 筑波山     | つくばさん         | 877     | 八溝山地     | 茨城県               | 水郷筑波国定公園                                          |      |
| 45   | 白馬岳     | しろうまだけ       | 2932    | 後立山連峰   | 長野県 富山県        | 中部山岳国立公園                                          |      |
| 46   | 五竜岳     | ごりゅうだけ       | 2814    | 後立山連峰   | 長野県 富山県        | 中部山岳国立公園                                          |      |
| 47   | 鹿島槍岳   | かしまやりだけ     | 2889    | 後立山連峰   | 長野県 富山県        | 中部山岳国立公園                                          |      |
| 48   | 剱岳       | つるぎだけ         | 2999    | 立山連峰     | 富山県               | 中部山岳国立公園 氷河が現存                               |      |
| 49   | 立山本峰   | たてやま           | 3015    | 立山連峰     | 富山県               | 中部山岳国立公園 氷河が現存 富山県の最高峰                |      |
| 50   | 薬師岳     | やくしだけ         | 2926    | 飛騨山脈     | 富山県               | 中部山岳国立公園                                          |      |
| 51   | 黒部五郎岳 | くろべごろうだけ   | 2840    | 飛騨山脈     | 富山県 岐阜県        | 中部山岳国立公園                                          |      |
| 52   | 黒岳       | くろだけ           | 2986    | 飛騨山脈     | 富山県               | 中部山岳国立公園                                          |      |
| 53   | 鷲羽岳     | わしばだけ         | 2924    | 飛騨山脈     | 長野県 富山県        | 中部山岳国立公園                                          |      |
| 54   | 槍ヶ岳     | やりがたけ         | 3180    | 飛騨山脈     | 長野県 岐阜県        | 中部山岳国立公園                                          |      |
| 55   | 穂高岳     | ほたかだけ         | 3190    | 飛騨山脈     | 長野県 岐阜県        | 中部山岳国立公園 長野県の最高峰 岐阜県の最高峰            |      |
| 56   | 常念岳     | じょうねんだけ     | 2857    | 常念山脈     | 長野県               | 中部山岳国立公園                                          |      |
| 57   | 笠ヶ岳     | かさがだけ         | 2897    | 飛騨山脈     | 岐阜県               | 中部山岳国立公園                                          |      |
| 58   | 焼岳       | やけだけ           | 2455    | 飛騨山脈     | 長野県 岐阜県        | 中部山岳国立公園                                          |      |
| 59   | 乗鞍岳     | のりくらだけ       | 3026    | 飛騨山脈     | 長野県 岐阜県        | 中部山岳国立公園                                          |      |
| 60   | 御嶽山     | おんたけさん       | 3067    | 独立峰       | 長野県 岐阜県        | 御岳県立公園（長野県） 御嶽山県立自然公園（岐阜県）       |      |
| 61   | 美ヶ原     | うつくしがはら     | 2034    | 中信高原     | 長野県               | 八ヶ岳中信高原国定公園                                    |      |
| 62   | 霧ヶ峰     | きりがみね         | 1925    | 中信高原     | 長野県               | 八ヶ岳中信高原国定公園                                    |      |
| 63   | 蓼科山     | たてしなやま       | 2530    | 八ヶ岳連峰   | 長野県               | 八ヶ岳中信高原国定公園                                    |      |
| 64   | 八ヶ岳     | やつがたけ         | 2899    | 八ヶ岳連峰   | 長野県 山梨県        | 八ヶ岳中信高原国定公園                                    |      |
| 65   | 両神山     | りょうかみさん     | 1723    | 奥秩父山塊   | 埼玉県               | 秩父多摩甲斐国立公園                                      |      |
| 66   | 雲取山     | くもとりやま       | 2017    | 奥秩父山塊   | 埼玉県 東京都 山梨県 | 秩父多摩甲斐国立公園 東京都の最高峰                       |      |
| 67   | 甲武信岳   | こぶしだけ         | 2475    | 奥秩父山塊   | 埼玉県 長野県 山梨県 | 秩父多摩甲斐国立公園                                      |      |
| 68   | 金峰山     | きんぷさん         | 2599    | 奥秩父山塊   | 長野県 山梨県        | 秩父多摩甲斐国立公園                                      |      |
| 69   | 瑞牆山     | みずがきやま       | 2230    | 奥秩父山塊   | 山梨県               | 秩父多摩甲斐国立公園                                      |      |
| 70   | 大菩薩岳   | だいぼさつだけ     | 2057    | 奥秩父山塊   | 山梨県               | 秩父多摩甲斐国立公園                                      |      |
| 71   | 丹沢山     | たんざわさん       | 1673    | 丹沢山地     | 神奈川県             | 丹沢大山国定公園                                          |      |
| 72   | 富士山     | ふじさん           | 3776    | 独立峰       | 山梨県 静岡県        | 富士箱根伊豆国立公園 山梨県の最高峰 静岡県の最高峰        |      |
| 73   | 天城山     | あまぎさん         | 1405    | 伊豆半島     | 静岡県               | 富士箱根伊豆国立公園                                      |      |
| 74   | 木曽駒ヶ岳 | きそこまがたけ     | 2956    | 木曽山脈     | 長野県               | 中央アルプス国定公園                                      |      |
| 75   | 空木岳     | うつぎだけ         | 2864    | 木曽山脈     | 長野県               | 中央アルプス国定公園                                      |      |
| 76   | 恵那山     | えなさん           | 2191    | 木曽山脈     | 長野県 岐阜県        | 中央アルプス国定公園（長野県） 胞山県立自然公園（岐阜県） |      |
| 77   | 甲斐駒ヶ岳 | かいこまがたけ     | 2967    | 赤石山脈     | 山梨県 長野県        | 南アルプス国立公園                                        |      |
| 78   | 仙丈岳     | せんじょうだけ     | 3033    | 赤石山脈     | 山梨県 長野県        | 南アルプス国立公園                                        |      |
| 79   | 鳳凰山     | ほうおうざん       | 2840    | 赤石山脈     | 山梨県               | 南アルプス国立公園                                        |      |
| 80   | 北岳       | きただけ           | 3193    | 赤石山脈     | 山梨県               | 南アルプス国立公園                                        |      |
| 81   | 間ノ岳     | あいのだけ         | 3190    | 赤石山脈     | 山梨県 静岡県        | 南アルプス国立公園                                        |      |
| 82   | 塩見岳     | しおみだけ         | 3052    | 赤石山脈     | 長野県 静岡県        | 南アルプス国立公園                                        |      |
| 83   | 悪沢岳     | わるさわだけ       | 3141    | 赤石山脈     | 長野県 静岡県        | 南アルプス国立公園                                        |      |
| 84   | 赤石岳     | あかいしだけ       | 3120    | 赤石山脈     | 長野県 静岡県        | 南アルプス国立公園                                        |      |
| 85   | 聖岳       | ひじりだけ         | 3013    | 赤石山脈     | 長野県 静岡県        | 南アルプス国立公園                                        |      |
| 86   | 光岳       | てかりだけ         | 2591    | 赤石山脈     | 長野県 静岡県        | 南アルプス国立公園                                        |      |
| 87   | 白山       | はくさん           | 2702    | 両白山地     | 岐阜県 石川県        | 白山国立公園                                              |      |
| 88   | 荒島岳     | あらしまだけ       | 1523    | 越美山地     | 福井県               | 奥越高原県立自然公園                                      |      |
| 89   | 伊吹山     | いぶきやま         | 1377    | 伊吹山地     | 岐阜県 滋賀県        | 琵琶湖国定公園 滋賀県の最高峰                             |      |
| 90   | 大台ヶ原山 | おおだいがはらやま | 1695    | 台高山脈     | 三重県 奈良県        | 吉野熊野国立公園 三重県の最高峰                           |      |
| 91   | 大峰山     | おおみねさん       | 1915    | 紀伊山地     | 奈良県               | 吉野熊野国立公園 奈良県の最高峰                           |      |
| 92   | 大山       | だいせん           | 1729    | 中国山地     | 鳥取県               | 大山隠岐国立公園 鳥取県の最高峰                           |      |
| 93   | 剣山       | つるぎさん         | 1955    | 四国山地     | 徳島県               | 剣山国定公園 徳島県の最高峰                               |      |
| 94   | 石鎚山     | いしづちさん       | 1982    | 四国山地     | 愛媛県               | 石鎚国定公園 愛媛県の最高峰                               |      |
| 95   | 九重山     | くじゅうさん       | 1791    | 九重火山群   | 大分県               | 阿蘇くじゅう国立公園 大分県の最高峰                       |      |
| 96   | 祖母山     | そぼさん           | 1756    | 九州山地     | 大分県 宮崎県        | 祖母傾国定公園 宮崎県の最高峰                             |      |
| 97   | 阿蘇山     | あそさん           | 1592    | 阿蘇カルデラ | 熊本県               | 阿蘇くじゅう国立公園                                      |      |
| 98   | 霧島山     | きりしまやま       | 1700    | えびの高原   | 宮崎県 鹿児島県      | 霧島錦江湾国立公園                                        |      |
| 99   | 開聞岳     | かいもんだけ       | 924     | 南薩火山群   | 鹿児島県             | 霧島錦江湾国立公園                                        |      |
| 100  | 宮ノ浦岳   | みやのうらだけ     | 1936    | 屋久島       | 鹿児島県             | 屋久島国立公園 鹿児島県の最高峰                           |      |

### 地域ごとの山名一覧
北海道
- 利尻岳
- 羅臼岳
- 斜里岳
- 阿寒岳
- 大雪山
- トムラウシ
- 十勝岳
- 幌尻岳
- 後方羊蹄山

東北・上信越
- 岩木山
- 八甲田山
- 八幡平
- 岩手山
- 早池峰
- 鳥海山
- 月山
- 朝日岳
- 蔵王山
- 飯豊山
- 吾妻山
- 安達太良山
- 磐梯山
- 会津駒ヶ岳
- 魚沼駒ヶ岳
- 平ヶ岳
- 巻機山
- 燧岳
- 至仏山
- 谷川岳
- 苗場山
- 妙高山
- 火打山
- 雨飾山
- 高妻山

関東
- 男体山
- 奥白根山
- 那須岳
- 皇海山
- 武尊山
- 赤城山
- 草津白根山
- 四阿山
- 浅間山
- 筑波山
- 丹沢山
- 両神山
- 雲取山

中部
- 白馬岳
- 五竜岳
- 鹿島槍岳
- 剱岳
- 立山
- 薬師岳
- 黒部五郎岳
- 黒岳
- 鷲羽岳
- 槍ヶ岳
- 穂高岳
- 常念岳
- 笠ヶ岳
- 焼岳
- 乗鞍岳
- 御嶽山
- 美ヶ原
- 霧ヶ峰
- 蓼科山
- 八ヶ岳
- 木曾駒ヶ岳
- 空木岳
- 恵那山
- 甲斐駒ヶ岳
- 仙丈岳
- 鳳凰山
- 北岳
- 間ノ岳
- 塩見岳
- 悪沢岳
- 赤石岳
- 聖岳
- 光岳
- 白山
- 荒島岳
- 甲武信岳
- 金峰山
- 瑞牆山
- 大菩薩岳
- 富士山
- 天城山

西日本
- 伊吹山
- 大台ヶ原山
- 大峰山
- 大山
- 剣山
- 石鎚山
- 九重山
- 祖母山
- 阿蘇山
- 霧島山
- 開聞岳
- 宮ノ浦岳

### 登山規制情報
- 草津白根山：ランクBの活火山であり、2007年（平成19年）12月1日より噴火警戒レベルが設定されている。2014年（平成26年）6月3日に気象庁は火口周辺警報を発表、噴火警戒レベルを「レベル2(火口周辺規制)」とし、湯釜火口から1 km以内を立入禁止とした[26]。
- 浅間山：ランクAの活火山であり、山頂周辺（2010年4月以降は、火口から500 m以内）への立入りが禁止されていて、火山活動に応じて禁止区域が変更されている[27]。
- 焼岳：ランクBの活火山であり、1991年（平成3年）に北峰への登山規制が緩和されたが[28]、最高点の南峰への立入りは火山ガスや崩落の危険があるため立入りが禁止されている[29]。
- 御嶽山：ランクBの活火山であり、2014年9月27日の噴火に伴い、噴火警戒レベルは「レベル1(平常)」から「レベル3(入山規制)」に引き上げられており、火口から居住域近くまでの入山が規制されている[30]。
- 大山 (鳥取県)：稜線の崩落が激しくカミソリ状になっており、登山道は弥山までで剣ヶ峰を含む縦走路は立ち入り禁止となっている。（詳細は当該項目を参照）
- 阿蘇山：ランクAの活火山であり、西火口への立入り規制がある[31]。
- 霧島山：構成する御鉢、新燃岳の山は噴火警戒レベルに応じて、立入り規制が行われている[32]。

## 他の百名山
昨今では様々な“名山”が選定されたり、書籍・冊子として刊行されたりするようになった（数は百ちょうどとは限らない）。以下にその例を挙げる。
- 日本三百名山：日本山岳会の『山日記』編集メンバーによって1978年に選定された。ここで選定されたのは200の山で、それに深田久弥の百名山を加えて300としている。

- 日本二百名山：深田久弥のファン組織「深田クラブ」によって、同クラブ創立10周年を記念して1984年（昭和59年）に選定された。三百名山のうち深田選でない二百座から百を選び深田の百名山と合わせて二百とする、というコンセプトであるが、最終的に三百名山に含まない奥只見の荒沢岳が加えられた。

- 花の百名山：作家である田中澄江の『花の百名山』に掲載された100の山。深田久弥の百名山と重複するのは39座のみである。その後、『新・花の百名山』も刊行されている。

この他に、北海道百名山、東北百名山、うつくしま百名山、山梨百名山、関西百名山、四国百名山、九州百名山など各地の百名山、岩崎元郎選の「新日本百名山」、小林泰彦選の「日本百低山」などもある。飛騨山岳会では創立100周年を記念して2008年（平成20年）9月に『飛騨百山』を出版した。他にも下表に示す地元の自治体、山岳会、出版社及び新聞社が選定した各県や地方の百名山などがある。2002年（平成14年）には、山岳写真家の白川義員が中心となり「世界百名山」を選定した。

### 日本全国の百名山
日本全国の百名山が複数あり、特に読売文学賞を受賞した深田久弥の『日本百名山』はよく知られている。
| 名称             | 選定者           | 選定時期 | 備考                                                                     |
| ---------------- | ---------------- | -------- | ------------------------------------------------------------------------ |
| 日本百名山       | 深田久弥         | 1964年   | 第16回読売文学賞（評論・伝記賞）を受賞                                   |
| 日本二百名山     | 深田クラブ       | 1984年   | 日本三百名山から99山を選択して、荒沢岳を追加した                         |
| 日本三百名山     | 日本山岳会       | 1978年   | 日本百名山に200山を追加した                                              |
| 新日本百名山     | 岩崎元郎         | 2006年   | 中高年が登り易い山という点を加味して選定                                 |
| 花の百名山       | 田中澄江         | 1980年   | 山の花を中心として選定 第32回読売文学賞（随筆・紀行賞）を受賞            |
| 新・花の百名山   | 田中澄江         | 1995年   | 花の百名山を発表の15年後に、新たに選定                                   |
| 一等三角点百名山 | 一等三角点研究会 |          |                                                                          |
| しま山百選       | 日本離島センター | 2017年   | 離島の観光振興のため、礼文岳（礼文島）から宇良部岳（与那国島）までを紹介 |

### 日本各地の百名山など
| 名称              | 選定者                   | 選定時期  | 備考                                              |
| ----------------- | ------------------------ | --------- | ------------------------------------------------- |
| 北海道百名山      | 山と溪谷社               | 1993年    | 『北海道の百名山』道新スポーツ(2000年)            |
| あおもり110山     | 東奥日報                 | 1999年    | [ 35 ] [ 36 ]                                     |
| 東北百名山        | 東北山岳写真家集団       | 1990年    | 2000年に10山入替え                                |
| やまがた百名山    | やまがた百名山選定委員会 | 2017年    |                                                   |
| うつくしま百名山  | 福島テレビ               | 1998年    | 選定委員長は田部井淳子                            |
| 会津百名山        | 会津百名山選考委員会     | 1998年    |                                                   |
| 甲信越百名山      | 山と溪谷社               | 2000年    |                                                   |
| 越後百山          | 日本山岳会越後支部       | 1989年    |                                                   |
| 関東百名山        | 山と溪谷社               | 1993年    |                                                   |
| 栃木百名山        | 下野新聞社               | 2004年    |                                                   |
| ぐんま百名山      | 群馬県                   | 1993年    | [ 37 ]                                            |
| 信州百山          | 信濃毎日新聞社           | 1970年    |                                                   |
| 信州ふるさと120山 | 長野県山岳協会           | 2011年    | 平成の大合併前の旧120市町村ごと120座              |
| 山梨百名山        | 山梨県                   | 1997年    | [ 39 ]                                            |
| 東海の百山        | 静岡新聞                 | 2000年    |                                                   |
| 静岡の百山        | 静岡百山研究会           | 1991年    |                                                   |
| ぎふ百山          | 岐阜県山岳連盟           | 1975年    | 120山、ぎふ百山(続)の130山を1993年に追加          |
| 飛騨百山          | 飛騨山岳会               | 2008年    | [ 33 ]                                            |
| 富山の百山        | 富山県山岳連盟           | 2013年6月 | 富山県山岳連盟 創立65周年記念事業                 |
| 関西百名山        | 山と溪谷社大阪支局       | 1998年    | 『近畿百名山』(近畿山岳愛好会 1976年)と68山が重複 |
| 大阪50山          | 大阪府山岳連盟           | 2002年    |                                                   |
| ふるさと兵庫50山  | 兵庫県山岳連盟           | 1998年    | 2009年7月には『ふるさと兵庫100山』が出版された    |
| 奈良百遊山        | 奈良県健康推進課         | 2003年    |                                                   |
| 中国百名山        | 山と溪谷社大阪支局       | 2000年    |                                                   |
| ひろしま百山      | 広島山岳連盟             | 1998年    |                                                   |
| 廿日市20名山      | 廿日市20名山の会         | 2017年    |                                                   |
| 四国百名山        | 山と溪谷社大阪支局       | 2000年    | 『四国百山』(高知新聞社 1999年)と75山が重複       |
| 九州百名山        | 山と溪谷社               | 2002年    | 2002年改訂                                        |
| 大分百山          | 日本山岳会東九州支部     | 1980年    |                                                   |
| 世界百名山        | 白川義員ら               | 2002年    | [ 34 ] [ 41 ]                                     |

## 書誌・関連書籍
『日本百名山』の本は多数重版され、改版や新装版も出版されている。深田久弥自身の著書の他に、深田久弥に関するものや、日本百名山のすべての山を解説する登山ガイド本などが多数出版されている。他にも、ビデオ・DVDなども、多数出版されている。

### 深田久弥自身の著書
- 深田久弥『日本百名山』新潮社、1964年。ASIN B000JAFKT2、改訂新装1991年。ISBN 4103184051
  - 『日本百名山』新潮文庫 1978年、ASIN B000J8KTOU／改版2003年4月。ISBN 4101220026
- 深田久弥『日本百名山』朝日新聞社（全12巻）〈山の文学全集5〉、1974年。ASIN B000J99R7Y
  - 深田久弥『日本百名山』朝日文庫（全6巻）〈山の文庫1〉、1982年。ASIN B000J7N024
- 深田久弥『山頂の憩い』新潮社、1971年。
  - 『山頂の憩い』朝日文庫〈山の文庫6〉、1982年。
  - 『山頂の憩い 「日本百名山」その後』新潮文庫、2000年4月。ISBN 4101220034
- 深田勝弥解説『山の詞華集 深田久弥『日本百名山』から』冬花社、2022年11月。ISBN 4908004463

### 深田久弥以外の著書
- 田沢拓也『百名山の人　深田久弥伝』阪急コミュニケーションズ、2002年2月。ISBN 4484022036。
  - 田沢拓也『百名山の人　深田久弥伝』角川文庫、2005年3月。ISBN 4043689020。
- 安宅夏夫『日本百名山の背景　深田久弥　二つの愛』集英社新書、2004年4月。ISBN 4087201368。
- 高辻謙輔『日本百名山と深田久弥』白山書房、2004年11月。ISBN 4894750899。
- 加藤久晴『新・傷だらけの百名山』新風舎、2005年6月。ISBN 4797497327。
- 石井光造『脱百名山登山学』白山書房、2008年7月。ISBN 9784894751217。

### 紀行文・登山解説書
- クレイグ・マクラクラン 著、橋本恵 訳『ニッポン百名山よじ登り』小学館文庫、1997年7月。ISBN 4094111522。
- 『日本百名山登山案内』山と溪谷社、1998年12月。ISBN 4635530175。
- 高橋秀男 監修『深田久弥の日本百名山花ガイド 別冊家庭画報』世界文化社、2001年6月。ISBN 978-4418011179。
- 桜田隆範『切手と風景印でたどる百名山』ふくろう舎、2007年6月。ISBN 9784898062760。
- 『日本百名山地図帳』山と溪谷社、2008年8月。ISBN 9784635530552。
- 『鳥瞰図で楽しむ日本百名山』成美堂出版社、2011年7月。ISBN 9784415310695。

### 翻訳
trans. by Martin Hood One Hundred Mountains of Japan (University of Hawaii Press 2014）

## テレビ番組
『日本百名山』
NHK BS2（当時）の番組。1994年4月5日に八ヶ岳からスタート。ナレーションは相川浩。
『花の百名山』
NHK BS2（当時）。1995年4月3日にスタート。ナレーションは渡辺美佐子。
趣味百科『中高年のための登山学』
NHK教育テレビ（当時）の番組。1995年放映。講師は岩崎元郎、司会はみなみらんぼうが務めた。ただし、内容は登山の基礎を扱ったもので日本百名山を扱ったものではない。
趣味悠々『中高年のための登山学～日本百名山をめざす』
NHK教育テレビ（当時）の番組。第1シリーズは1997年7月3日に開聞岳からスタート。第2シリーズは1998年9月7日に雲取山からスタート。講師は岩崎元郎。司会は山内賢、中高年登山者を中心に、さらにブームを拡大する契機となった。
『にっぽん百名山』
NHK BSの番組。旧・NHK BSプレミアム時代の2012年7月2日に大台ケ原山からスタート。 2023年12月よりNHK BSへ移行（NHK BSプレミアム4Kでも放送）。
『絶景百名山』
BSフジの番組。2010年11月19日の「穂高岳・秋」でスタート。
『百名山温泉紀行』
BSフジの番組。
『グレートトラバース 〜日本百名山一筆書き踏破〜』
NHK BSの番組。プロアドベンチャーレーサーの田中陽希が、屋久島・宮之浦岳からスタートし、北海道・利尻島の利尻岳まで総移動距離7800 km、累積標高100 kmを、およそ200日間で踏破することを目指す。その行程では動力付き交通機関を一切使わず、自分の脚とカヤックだけで移動する。2023年11月まではNHK BSプレミアム（当時）で放送。
『深田久弥の日本百名山』
1994年（平成6年）から翌年にかけてNHK BS2（当時）で、映像と深田の文章を交えて一山につき10分ずつ全山が紹介された。